# Aeroportul Delta County
Aeroportul Delta County (IATA: ESC, ICAO: KESC, FAA LID: ESC) este un aeroport din Michigan, Statele Unite ale Americii ce deservește zona Escanaba. Aeroportul a fost tranzitat în 2019 de 38.126 de pasageri.
Situat la o altitudine de 186 m, aeroportul dispune de 2 piste.

## Infrastructură

### Piste
Aeroportul dispune de 2 piste. Pista 09/27 are suprafața de asfalt și dimensiunile 6.498 picioare × 150 picioare. Pista 18/36 are suprafața de asfalt și dimensiunile 5.015 picioare × 100 picioare. 